# SV Blau Weiss Berolina Mitte 49
Der SV Blau Weiss Berolina Mitte 49 oder kurz Berolina Mitte ist ein deutscher Sportverein mit dem Schwerpunkt Fußball aus dem Berliner Bezirk Mitte.

## Geschichte
Der Verein entstand 1992 aus der Fusion des Mediziner SV 49 und des SV Berolina Mitte. Der Mediziner SV 49 war nach der Wende in der DDR im Jahr 1990 aus der BSG Medizin Mitte hervorgegangen, deren Trägerbetrieb die Charité war. Der SV Berolina Mitte ging im selben Jahr aus der BSG Motor Berolina Mitte hervor. Diese war als BSG Eintracht 49 gegründet worden, benannte sich 1950 in BSG Empor „Werner Seelenbinder“, 1952 in BSG Motor Mitte und schließlich 1957 in BSG Motor Berolina Mitte um. Beide Betriebssportgemeinschaften, die stets unterklassig agierten, beriefen sich somit auf das Jahr 1949, sodass das Gründungsjahr in den Namen des Fusionsvereins übernommen wurde.

Emblem der Sportvereinigung Medizin
Emblem der Sportvereinigung Empor
Emblem der Sportvereinigung Motor

Die Schach- und die Kegelabteilung der ehemaligen BSG Motor Berolina Mitte blieben als SV Berolina Mitte eigenständig. Die Ringer-Abteilung – zwischen 1952 und 1990 weiter als BSG Empor „Werner Seelenbinder“ agierend – schloss sich 1993 zunächst dem SC Berolina 03 und schließlich dem SV Preußen Berlin an.

## Fußball

### Männerfußball
Bis zum Ende der Saison 1991/92 traten der SV Berolina Mitte und der Mediziner SV separat in der sechstklassigen Kreisliga B an. Ab der Saison 1992/93 – mit der eine erste Ligenreform einherging und die Kreisliga B zur 8. Spielklasse wurde – spielte die gemeinsame 1. Mannschaft in den unterklassigen Ligen des Berliner Fußball-Verbands, pendelt seit Mitte der 2000er-Jahre zwischen Landes- und Bezirksliga. Aufstiege in die siebtklassige Landesliga gelangen 2011, 2014, 2017 und 2023.

### Frauenfußball
| Saison  | Liga                   | Klasse | Platz | Tore   | Punkte   |
| ------- | ---------------------- | ------ | ----- | ------ | -------- |
| 2013/14 | 7er-Bezirksliga        | VI     | 01/15 | 105:28 | 51       |
| 2014/15 | Bezirksliga            | VI     | 07/11 | 044:47 | 25       |
| 2015/16 | 0Bezirksliga ▲         | VI     | 02/11 | 118:23 | 45       |
| 2016/17 | 0Landesliga ▲          | V      | 03/14 | 075:40 | 51       |
| 2017/18 | Berlin-Liga            | IV     | 08/14 | 054:50 | 38       |
| 2018/19 | Berlin-Liga            | IV     | 07/14 | 066:46 | 42       |
| 2019/20 | Berlin-Liga            | IV     | 07/15 | 044:35 | ,0001,68 |
| 2020/21 | Berlin-Liga            | IV     | 10/14 | 03:03  | 02       |
| 2021/22 | Berlin-Liga            | IV     | 04/13 | 068:27 | 47       |
| 2022/23 | 0Berlin-Liga ▲         | IV     | 03/14 | 089:32 | 56       |
| 2023/24 | Regionalliga Nordost ▼ | III    | 12/12 | 013:88 | 05       |
| 2024/25 | Berlin-Liga            | IV     | 04/14 | 088:21 | 60       |
| 2025/26 | Berlin-Liga            | IV     |       |        |          |

Seit 2013 tritt die erste Frauen-Mannschaft von Berolina im Spielbetrieb an, im ersten Jahr nur auf Kleinfeld. Seit 2014 nehmen die Frauen am Großfeld-Spielbetrieb teil. 2016 stieg die Mannschaft in die Landesliga und 2017 in die Berlin-Liga auf.
Als Drittplatzierte der Berlin-Liga hinter dem 1. FC Union Berlin II und Borussia Pankow nahm Berolina 2023 an der Aufstiegsrunde zur Regionalliga Nordost teil. Dort konnten sich die Berolinen hinter dem 1. FFC Fortuna Dresden und vor der HSG Warnemünde für die drittklassige Frauen-Regionalliga qualifizieren. Nach nur einer Saison stieg die Mannschaft 2024 wieder ab.

### Autoren-Nationalmannschaft
Dem Verein als Abteilung zugehörig ist die Autoren-Fußballnationalmannschaft. Diese wurde 2010 im Rahmen der RUHR.2010 Europameister der Autorenmannschaften. Betreut von Jörg Berger und Jan Böttcher, konnte sich die Mannschaft in der Vorrunde gegen Italien, Ungarn und den FC Criminale durchsetzen, besiegte im Halbfinale den Titelverteidiger Schweden mit 4:0 (1:0) und gewann das Finale im Stadion Rote Erde gegen die Türkei mit 5:4 nach Elfmeterschießen. Mit jeweils fünf Treffern waren Moritz Rinke und Jürgen Schmieder die erfolgreichsten Torschützen des Turniers.

### Sportplatz

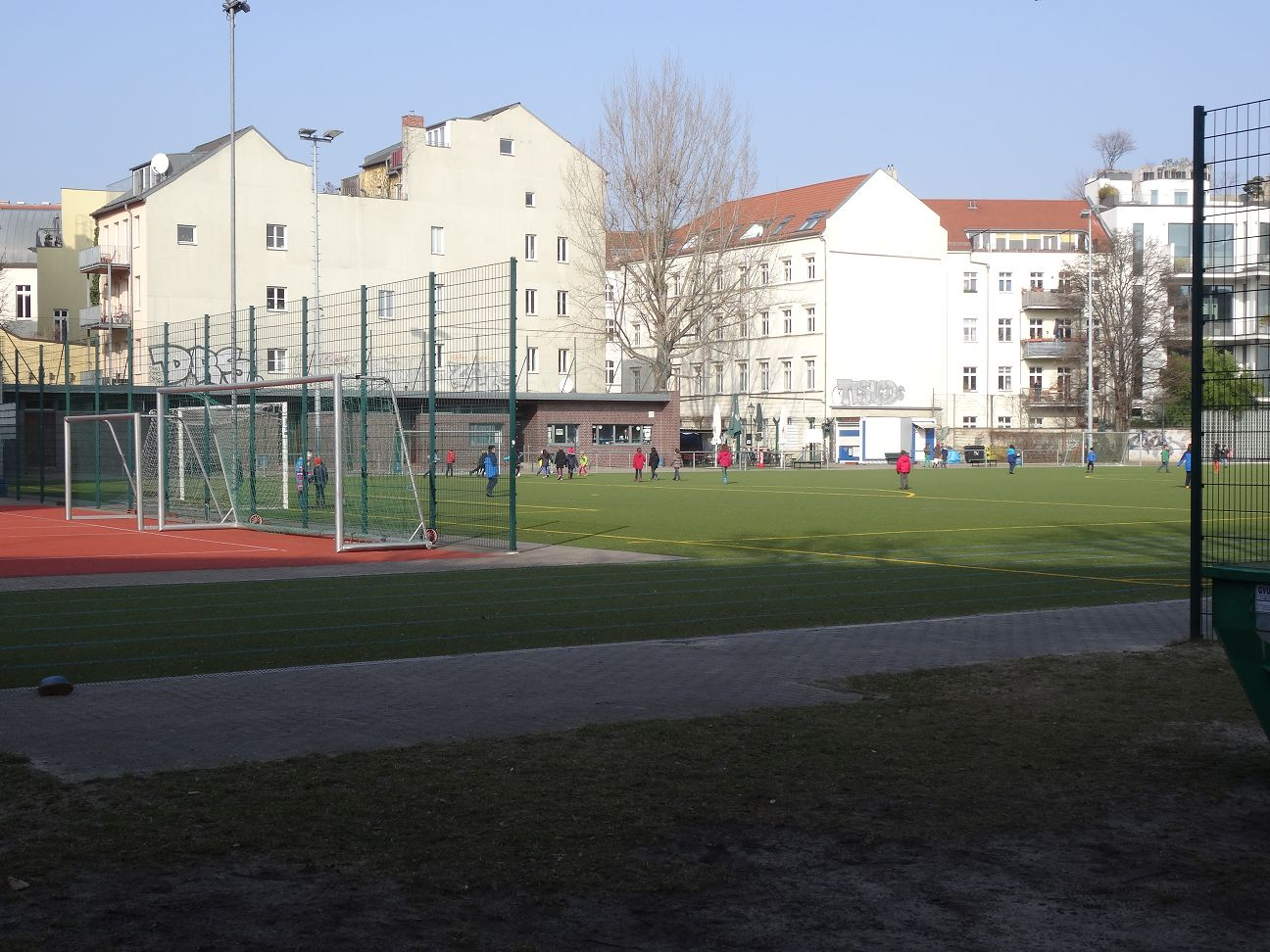
Blick auf den Sportplatz von der Auguststraße im Süden

Der Verein ist beheimatet auf dem Sportplatz Auguststraße (),  zumeist nur Bero genannt, der zu den zentralsten gelegenen Sportplätzen der Hauptstadt gehört. Der Sportplatz existiert seit etwa 1951 und wurde in einer größeren Baulücke infolge der Weltkriegszerstörungen angelegt. Er liegt quer zur Kleinen Hamburger Straße, die er dadurch teilt und durch die er von Nordwesten her zugänglich ist. Aus diesem Grund wird er mitunter auch als Sportplatz an der Kleinen Hamburger Straße bezeichnet.
Nach dem Abriss des Stadions der Weltjugend im Jahr 1992 ist dies der letzte verbliebene Großplatz für Fußball im historischen Bezirk und heutigen Ortsteil Berlin-Mitte.
1992 sollte der Platz dem Wohnungsbau weichen. Proteste der Mitglieder verhinderten dieses Vorhaben jedoch und der Bezirk sorgte 1994 für eine Sanierung des Platzes, der seither mit Kunstrasen ausgestattet ist. Im Jahr 1999 wurde der Platz durch Abriss alter Bausubstanz um acht Meter verlängert und auf die geforderten Maße für den Fußballsport gebracht. Auch der Neubau eines Sanitärgebäudes mit einem Vereinsraum konnte auf Eigeninitiative des Vereins fertig gestellt werden. 2002 und 2013 erhielt der Platz neue Kunstrasenbeläge.
Bis 1992 waren die Vorgängervereine von Blau Weiss Berolina auf den Nebenplätzen des Stadions der Weltjugend beheimatet.
In der Regionalliga-Saison 2023/24 spielte die Frauen-Mannschaft im Friedrich-Ludwig-Jahn-Sportpark.

## Personen
- Elias Abouchabaka (* 2000)
- Thomas Emmrich (* 1953)
- Manfred Feld (1925–2017)
- Ehrhart Körting (* 1942)
- David Ali Rashed (* 2002)
- Joachim Zeller (1952–2023)

## Weitere Abteilungen
Ferner gibt es im Verein Abteilungen für Gesundheitssport und Yoga.